# Charles S. Hastings
Charles Sheldon Hastings (27 novembre 1848 - 31 janvier 1932) est un physicien américain connu pour ses travaux en optique.

## Biographie
Il est le fils de Panet Marshall Hastings et de Jane Sheldon Hastings. Son père est médecin et professeur d'anatomie au Hamilton College de New York, où Charles est né. À l'âge de six ans, la famille déménage à Hartford, Connecticut, où Charles commence ses études. Il entre à la Sheffield School of Science de l'Université Yale en 1867 et obtient son baccalauréat en 1870. Son intérêt précoce pour l'astronomie et les télescopes est probablement dû à Chester Lyman, titulaire de la chaire de physique et d'astronomie à la Sheffield School. Il obtient ensuite un doctorat de Yale en 1873 et est immédiatement nommé instructeur de physique. En 1875, il démissionne pour étudier en Allemagne et en France jusqu'à ce qu'il soit nommé professeur associé à la nouvelle université Johns-Hopkins en 1876. Il devient professeur agrégé de physique à l'Université Johns-Hopkins et premier titulaire de la chaire de professeur de physique de la Sheffield Scientific School de l'Université Yale. 
Il collabore avec John Alfred Brashear sur la conception optique de grands télescopes dont le 72 pouces (182,88 cm) réflecteur à l'Observatoire fédéral d'astrophysique et le 30 pouces (76,2 cm) lunette photographique à l'Observatoire Allegheny. Ses conceptions optiques permettent de nombreux progrès en astronomie dans les observatoires américains. La conception de la loupe Hastings Triplet est basée sur ses formules optiques. Il reçoit la médaille Elliott Cresson en 1926.
En 1878, Hastings épouse Elizabeth Tracy Smith et ils restent ensemble pendant plus de cinquante ans, jusqu'à ce qu'Elizabeth décède en 1930 après une longue maladie. Après la mort de sa femme, Hastings lui-même décline rapidement et meurt en janvier 1932. Il est membre de l'Académie des arts et des sciences du Connecticut. En 1898, Hastings co-écrit, avec Frederick E. Beach, un manuel intitulé A Text-Book of General Physics, qui est qualifié de «difficile». Il est considéré comme un excellent texte pour ceux qui sont déjà passionnés de physique, mais mauvais pour ceux qui ne sont pas si enthousiastes sur le sujet .